# Helen Katharine Forbes
Pour les articles homonymes, voir Forbes (homonymie).
Helen Katharine Forbes (San Francisco, 1891 - 1945) est une graveuse, muraliste, peintre et une éducatrice artistique américaine.
Elle est surtout connue pour ses paysages de l'Ouest des États-Unis, ses portraits et ses peintures murales commandées par la Section of Painting and Sculpture (en) du Département du Trésor des États-Unis et de la Work Progress Administration. Forbes était douée dans la peinture à l'huile, à l'aquarelle et à la détrempe à l'œuf. Elle a peint des paysages du Mexique, du lac Mono et de la Sierra Nevada dans les années 1920, des scènes désertiques de la Vallée de la Mort dans les années 1930, ainsi que des portraits et des natures mortes.

## Biographie

### Jeunesse et formation
Fille de Stanley Forbes et Kate Skells, Helen Katharine Forbes naît le 3 février 1891 à San Francisco, en Californie,. Son grand-père, Andrew Bell Forbes, est un pionnier californien arrivé dans l'État avec les Argonautes lors de la ruée vers l'or en Californie en 1849.
À 12 ans, elle déménage avec sa famille à Palo Alto et fréquente l'école pour filles Castilleja, où elle obtient son diplôme en 1908. 
Elle fréquente le Mark Hopkins Art Institute, où elle étudie avec Frank Joseph Van Sloun. Elle étudie avec l'artiste Armin Hansen (en) dans la région de Carmel-by-the-sea,. Elle voyage plus tard en Europe pour étudier avec André Lhote, Ernst Leyden (nl) et Hermann Groeber et pour fréquenter l'Académie des Beaux-Arts de Munich de 1921 à 1925,,.

### Carrière
Helen Forbes a vécu et travaillé dans toute l'Europe et aux États-Unis, elle a souvent voyagé mais son point d'ancrage reste la Californie. De 1925 à 1926, elle se rend dans la ville minière de Guanajuato, au Mexique, pour y trouver son inspiration artistique. De 1930 à 1932, Forbes se rend pendant de courtes périodes dans la Vallée de la Mort afin de trouver l'inspiration pour ses scènes occidentales. Elle se rend également à Virginia City, dans le Nevada, pour y peindre de nombreuxs paysages. Son tableau, Piute Indian, a été acheté par Mills College. En 1931, elle enseigne au Département d'Art de l'Université de Californie à Berkeley.

#### Art du New Deal
En 1939, Helen Forbes travaille avec l'artiste Dorothy Wagner Puccinelli pour peindre l'intérieur de quatre panneaux muraux du Mother's Building du zoo de San Francisco,. Les quatre peintures murales représentent un thème de l'Arche de Noé avec des animaux et ont été financées par le Federal Art Project et la Works Progress Administration,. De 1978 à 2002, le Mother's Building a servi de boutique de cadeaux pour le zoo. La peinture murale a désormais besoin d'être restaurée et la salle n'est utilisée que pour des événements spéciaux.

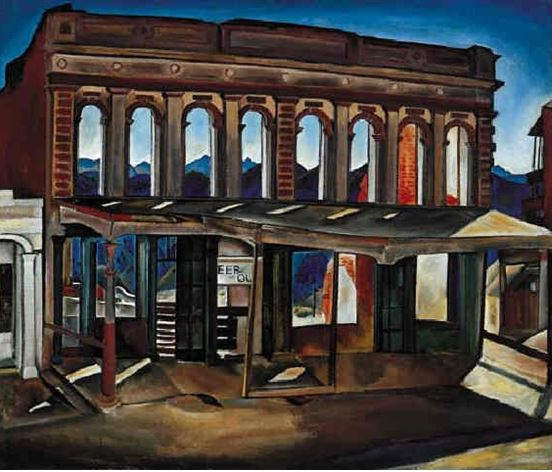
Wells-Fargo Ruins (vers 1945), huile sur toile.

Forbes a réalisé une fresque murale au bureau de poste de Susanville (Californie), en 1939, représentant des cerfs. La fresque est financée par la Section of Painting and Sculpture (en) du Département du Trésor des États-Unis,.
Elle reçoit une commande pour peindre deux peintures murales à la bibliothèque publique de Monrovia, qui sont achevées en 1940. La peinture murale représente un grizzly et quatre oursons, peints à la détrempe à l'œuf. Les peintures murales sont accrochées dans le hall du bueau de poste de 1945 à 1964, puis démontées lors d'un projet de rénovation. Après avoir été stockée au sous-sol du bâtiment, des efforts ont été déployés pour retrouver la peinture murale et éventuellement restaurer celle qui avait été trouvée. La restauration a été achevée et l'une des peintures murales a été réinstallée dans le même bureau de poste en 2009. La deuxième fresque murale, représentant la mère grizzly, est toujours portée disparue.

## Dernières années
Helen Forbes est présidente et cofondatrice de la San Francisco Society of Women Artists de 1928 à 1930,. Elle est par ailleurs membre de la Société nationale des peintres muralistes (en), de la Société californienne des graveurs (en), de l'Association artistique de San Francisco (en), du Palo Alto Art Club et de la Société murale de San Francisco,.
En 1931, le Palais californien de la Légion d’honneur organise une rétrospective d’artistes pour Forbes.
Helen Katharine Forbes meurt à 54 ans à San Francisco, le 27 mai 1945.

## Expositions notables
- 1915, Musée De Young, San Francisco
- 1916, Musée De Young, San Francisco
- 1925, Galerie Beaux Arts, San Francisco
- 1932, Musée des Beaux-Arts de Los Angeles
- 1936, Musée d'Art de San Francisco[2]